# Philautus tytthus
Espèce
Statut de conservation UICN

 DD  : Données insuffisantes
Philautus tytthus est une espèce d'amphibiens de la famille des Rhacophoridae.

## Répartition
Cette espèce est endémique du Nord de l'État de Kachin en Birmanie. 
Sa présence est incertaine au Yunnan en République populaire de Chine.

## Publication originale
- Smith, 1940 : The Amphibians and Reptiles obtained by Mr. Ronald Kaulback in Upper Burma. Records of the Indian Museum, vol. 42, p. 465-486 (« texte intégral »(Archive.org • Wikiwix • Archive.is • Google • Que faire ?)).